# Aromobates tokuko
Aromobates tokuko Rojas-Runjaic, Infante-Rivero & Barrio-Amorós, 2011 è un anfibio anuro, appartenente alla famiglia degli Aromobatidi.

## Etimologia
L'epiteto specifico è stato dato in riferimento al bacino del fiume dove si trova la specie.

## Distribuzione e habitat
È endemica della Sierra de Perijá in Venezuela. Si trova tra 419 e 1005 metri di altitudine nello stato di Zulia.